# Kurprinz Joachim II. von Brandenburg
Das Gemälde Kurprinz Joachim II. von Brandenburg ist ein Werk von Lucas Cranach dem Älteren, das den Kurprinzen Joachim II.  von Brandenburg als Knabe zeigt. Es ist ein Tafelgemälde auf Buchenholz aus der Zeit um 1520, das sich in der Gemäldesammlung des Jagdschlosses Grunewald in Berlin befindet.

## Beschreibung
Auf dem 61,5 cm × 43,2 cm großen Gemälde ist Kurprinz Joachim II. von Brandenburg in Dreiviertelansicht von der rechten Seite dargestellt.
Er trägt einen Küriss in der Art eines Kostümharnischs. Die herausgetriebenen Querwulste an den Armen ahmen die Tracht von Landsknechten nach. In der Hand hält er eine Streitaxt, die ihn für ein Fußturnier gerüstet erscheinen lässt. Die lateinische Bildbeschriftung im oberen Bildteil lautet in Übersetzung „Joachim von Gottes Gnaden Markgraf von Brandenburg im 16. Lebensjahr im Jahr des Heils 1520“. Es bestehen Zweifel an der Richtigkeit der Inschrift, da sie ohne ein Gefühl für Komposition ins Bild gesetzt ist. Daher wird angenommen, dass sie eher nicht von Cranach stammt. Untersuchungen ergaben, dass die Inschrift kurz nach Fertigstellung des Gemäldes hinzugefügt wurde.
Das Knabenbildnis zeigt den sich kämpferisch und selbstbewusst gebenden Kurprinzen in einer Zeit, als sein Vater Joachim I. von Brandenburg ihn in höhere Kreise verheiraten wollte, was gescheitert war. Vorgesehen waren die Schwester des künftigen Kaisers Karl V. oder die Schwester des französischen Königs.

## Entstehungsgeschichte

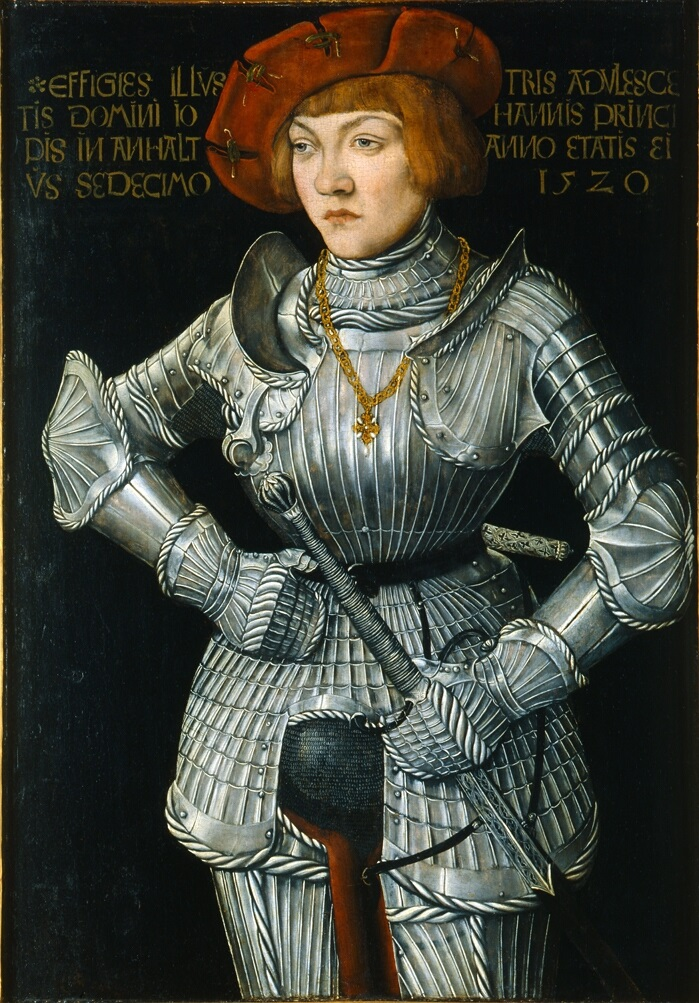
Das andere Bild des Doppelportraits: Fürst Johann von Anhalt

Zum Gemälde vom Kurprinzen Joachim II. von Brandenburg gibt es ein als Gegenstück wirkendes Porträt, das den Fürsten Johann IV. von Anhalt ebenso im Alter von 16 Jahren und in voller Rüstung darstellt. Der Entstehungszeitraum der Doppelporträts lässt sich auf den Zeitraum von Herbst 1520 bis zum Frühjahr 1521 eingrenzen. Entstanden sein können die Bilder in Wittenberg in der Werkstatt von Lucas Cranach, da seinerseits im möglichen Entstehungszeitraum kein Besuch am fürstlichen Hof in Cölln bekannt ist. Belegt sind dagegen zwei Aufenthalte der jungen Adligen in Wittenberg. Sie hielten sich dort am 16. Januar 1520 bei ihrer Hinreise zum  Reichstag zu Worms und bei ihrer Rückreise am 28. März 1520 auf.
Vergleichbare Bilder von Fürsten in Harnisch kamen im Heiligen Römischen Reich erst in der 2. Hälfte des 16. Jahrhunderts auf. Bei Lucas Cranach dem Älteren sind sie singular, bei  Lucas Cranach dem Jüngeren sind zwei ähnliche Gemälde bekannt. Daher ist anzunehmen, dass die Doppelporträts eine Auftragsarbeit sind, deren Auftraggeber aber nicht bekannt ist.

## Besitzverhältnisse
Das Bild war von Anfang des 19. Jahrhunderts bis nach dem Ersten Weltkrieg im Besitz der Herzöge von Anhalt und befand sich in Wörlitz im Gotischen Haus. Um 1930 wurde es aus dem Besitz des Herzogs von Anhalt für Ausstellungszwecke in Berlin erworben. Ab 1936 war es eine Leihgabe an die Sammlung Göring. Nach einer Restitution ab 1945 erfolgte 1948 die Rückgabe an das Jagdschloss Grunewald. Heute steht das Bild im Eigentum der Stiftung Preußische Schlösser und Gärten Berlin-Brandenburg.